# Ny Adelgade
Ny Adelgade er en gade i Indre By i København. Den går fra Kongens Nytorv i øst til Grønnegade i vest.
Ny Adelgade blev anlagt, efter at Københavns Østervold blev flyttet fra dets oprindelige forløb langs nuværende Gothersgade til nuværende Øster Voldgade i 1640'erne. Tidligere viceadmiral og guvernør af Norge Niels Trolle måtte afgive noget af sin ejendom i 1668, for at gaden kunne anlægges. I 1681 blev gaden kaldt Lille Adelgade ved Corps de Guarden (Hovedvagten) og i 1701 Bag Corps de Guarden.
I 1700-tallet var gaden et stykke tid kendt som Lille Grønnegade. I 1721 fik den franske skuespiller og restauratør Etienne Capion tilladelse til at åbne et teater. Lille Grønnegadeteatrets bygning blev fuldført i 1722, og den første forestilling, Molières Gnieren, havde premiere i september samme år. Derefter opførtes en række af Ludvig Holbergs komedier som Den politiske kandestøber, der var det første teaterstykke på dansk. Teatret lukkede i 1728.
Nr. 3 og nr. 5 er opført i 1970'erne efter tegning af Ludvig Fenger. Det seks fag store hus i nr. 6 er fra før 1738 og fredet. Nr. 9 (Ny Adelgade 9/Grønnegade 32) er fra 1802-1803 og er også fredet. Blomsterdekoratøren Tage Andersen udstiller i nr. 12.
I nummer 6 ligger den første restaurant i kæden Wokshop.
I 2010 flyttede C.L. Seifert sit hovedkontor fra Store Regnegade til Ny Adelgade 8-10.